# Coenonympha iphias
Coenonympha iphias är en fjärilsart som beskrevs av Eduard Friedrich Eversmann 1851. Coenonympha iphias ingår i släktet Coenonympha och familjen praktfjärilar. Inga underarter finns listade i Catalogue of Life.